# Świry (serial telewizyjny)
Świry (ang. Psych) – amerykański serial telewizyjny stworzony przez Steve'a Franksa dla stacji USA Network.
W Polsce serial Świry emitowały stacje TVP1 oraz Universal Channel. 6 lutego 2014 roku stacja USA Network oficjalnie poinformowała, że sezon 8 będzie finałowym.

## Obsada

### Główni bohaterowie
| Bohater                   | Odtwórca         | Krótka charakterystyka |
| ------------------------- | ---------------- | --- |
| Shawn Spencer             | James Roday      | Główny bohater serialu. Dzięki niesamowitej spostrzegawczości, doskonałej pamięci i inteligencji udaje medium. Wraz z przyjacielem z dzieciństwa zakłada prywatną agencję detektywistyczną „Psych” i współpracuje z Departamentem Policji w Santa Barbara (SBPD) jako konsultant. Jest typowym „luzakiem” - nie bierze niczego „na serio”. Od pierwszego wejrzenia zakochany w młodszej detektyw SBPD. |
| Burton „Gus” Guster       | Dulé Hill        | Najlepszy przyjaciel Shawna. Razem z nim prowadzi agencję detektywistyczną. Pracuje także jako konsultant farmaceutyczny. Pod względem charakteru jest przeciwieństwem swojego współpracownika - traktuje pracę bardzo poważnie. Przez Shawna przedstawiany jest zwykle za pomocą przezwisk takich jak „Magiczna Głowa” czy „Control-Alt-Delete”.                                                      |
| Carlton „Lassie” Lassiter | Timothy Omundson | Główny detektyw SBPD, bardzo paranoiczny; Drażni go sposób bycia Shawna i jest sceptycznie nastawiony do jego umiejętności. |
| Juliet „Jules” O’Hara     | Maggie Lawson    | Młodsza detektyw SBPD; służbowa partnerka Lassitera. Od 11 odcinka 5 sezonu w związku z Shawnem. |
| Karen Vick                | Kirsten Nelson   | Szefowa Departamentu Policji w Santa Barbara. Obdarza zaufaniem Shawna i Gusa, dzięki czemu są oni zatrudniani przy kolejnych sprawach. |
| Henry Spencer             | Corbin Bernsen   | Emerytowany sierżant policji w Santa Barbara, ojciec Shawna. W przeciwieństwie do niego jest precyzyjny i obowiązkowy, przez co ich relacje są trudne. Shawn odwiedza go zwykle wtedy, gdy ma problem z rozwiązaniem sprawy. |

## Nagrody i nominacje

### Nagrody
- 2006 - Independent Investigations Group

### Nominacje
- 2006 - Nagroda Satelita, James Roday w kategorii Najlepszy aktor w filmie komediowym lub musicalu
- 2008 i 2009-  Nagroda Ewwy, Najlepszy serial komediowy
- 2009 - Nagroda Ewwy, James Roday w kategorii Najlepszy aktor w filmie komediowym
- 2010 - Nagroda Emmy, Adam Cohen i John Robert Wood w kategorii Najlepszy podkład muzyczny w serialu za odcinek „Mr. Yin Presents”
- 2012 - People's Choice Award, Ulubiony serial komediowy z telewizji kablowej